# Lisa Willis
Lisa Camille Willis (ur. 13 czerwca 1984 w Long Beach) – amerykańska koszykarka występująca na pozycjach rzucającej oraz niskiej skrzydłowej.

## Osiągnięcia
Stan na 13 czerwca 2017, na podstawie, o ile nie zaznaczono inaczej.

### NCAA
- Uczestniczka turnieju NCAA (2004, 2006)
- Mistrzyni turnieju konferencji Pac-12 (2006)
- MVP turnieju:
  - LMU/Ayres Hotel Classic (2006)
  - State Farm Pac-12 (2006)
- Zaliczona do:
  - I składu:
    - Pac-12 (2005)
    - turnieju Hawaii Tournament (2003)

  - III składu All-America (2006 przez Women’s Basketball News Service)
  - składu honorable mention:
    - All-Pac-12 (2004)
    - AP All-American (2006 przez Associated Press)
- Liderka Pac-12 w:
  - przechwytach (2004)
  - liczbie celnych rzutów za 3 punkty (2004)

### WNBA
- Liderka WNBA w skuteczności rzutów za 3 punkty (2008)[2]

### Drużynowe
- Mistrzyni Łotwy (2010)

### Indywidualne
- Liderka Euroligi w przechwytach (2010)

### Reprezentacja
- Mistrzyni uniwersjady (2005)